# Драган Богдановски
Драган Богдановски (на македонска литературна норма: Драган Богдановски) е политически агитатор от Югославия, македонист, агент на Управлението за държавна сигурност (УДБА) и съосновател на ВМРО-ДПМНЕ.

## Биография
Драган Богдановски е роден през 1929 година в кумановското село Клечовце, тогава в Кралство Югославия. Дядо му е участник в Илинденско-Преображенското въстание като четник при Атанас Бабата. Основно образование получава в Куманово и Битоля, а след това следва в Земеделския факултет в Земун. Хванат е да краде от общежитие в Белград одеала, изпратени като хуманитарна помощ за Югославия, и е арестуван, след което е вербуван от УДБА.
В края на 1950 година е изпратен в Южна Америка, където иска от губернатора на бразилския щат Парана да въведе изучаване на „македонски език“ за децата емигранти, но усилията му се провалят заради отпора на местните македонски българи, като основната заслуга е на Любен Топчев и Бранко Димчев. След това се мести в Норвегия, а от 1954 година следва политически науки и журналистика в Сорбоната. Там основава Македонския национален фронт и издава вестник „Македонска искра“. През 1958 година се жени за норвежката Брита, дъщеря на главния архитект на Осло, с която се преместват в Норвегия, където им се раждат две деца. Там започва да издава списанията „Македонска лоза“, „Свободна Македония“, „Македонска нация“ и вестник „Македония“. Същевременно праща писмо до Македонската патриотична организация, в което заявява, че е българин и иска да стане редактор на „Македонска трибуна“, в опит да се внедри във и да подкопае организацията отвътре. През 1963 година основава Освободителен комитет на Македония, която през 1972 година се трансформира в Движение за освобождение и обединение на Македония, в първата статия на чието списание „Македонска нация“ се третира възможния разпад на Титова Югославия като благоприятен единствено за постигането на великобългарските претенции към Вардарска Македония и Източна Сърбия, албанските към Косово и Западна Македония и италианските към крайбрежните райони на Хърватия и Словения. Влиза в полемика с гръцката емигрантска организация Панмакедоники, Македонската патриотична организация и със Славянския комитет на НРБ. Поради осъществените 20 криминални деяния, сред които преобладават кражбите, е обявен от Интерпол за издирване и през 1977 година УДБА разработва легендата, че го „отвлякла“ в Париж и нелегално го е прехвърлила в Югославия. В действителност е закаран в Белград с югославски дипломатически автомобил от началника на Дирекцията за сигурност и контраразузнаване (ДБК) Митко Николовски, като целта е да не се допусне разкриването на други агенти, намиращи се и след 1991 година на високи постове в днешната Северна Македония. От Белград е прехвърлен в Скопие и за 18 месеца е скрит в секретния военен обект „Ясен“, създаден в 1948 година, намиращ се на 15 километра от Скопие по стария път за Македонски брод. След обработката в секретния обект Богдановски формално е осъден и излежава 11 години в затвора в Идризово като библиотекар. В затвора пребива поета Йован Котески, член на нелегална група, до 1985 година бореща се за отделянето на СР Македония от Югославия. През 1988 година е помилван и емигрира в Швеция, където прави опит да формира Демократична партия на македонско национално единство (ДПМНЕ) и издава вестник „Млад борец“. През май 1990 година заедно с Гойко Яковлевски от Берлин, Владо Транталовски от Ресен, Борис Змейковски и Любчо Георгиевски подготвят основаването на ВМРО-ДПМНЕ. Същата година заедно със Стойче Наумов посещава България и на среща с президента Жельо Желев и премиера Димитър Попов иска признаването на независимостта на Република Македония.
На първия конгрес на партията от 6 – 7 април 1991 година в Прилеп е избран за почетен председател, а между 1991 – 1993 година е председател на задграничния ѝ комитет за Европа. В края на 1991 година влиза в конфликт с председателя на ВМРО-ДПМНЕ Любчо Георгиевски, като публикува открито писмо срещу него във вестник „Нова Македония“, обвинявайки го в „българизиране“" на партията. В края на 1992 година напуска ВМРО-ДПМНЕ и прави опит да създаде партия Македонски национален фронт със седалище в Прилеп. Една от основните цели на партията, според думите му, е „да парира великобългарския върховизъм“, да се бори срещу „българизацията“ на Вардарска Македония, част от която според него е и реабилитацията на Тодор Александров.
След неуспеха на новата партия емигрира в Швеция. Умира на 31 май 1998 година във Фредерисия, Дания на път за Германия. Погребан е на 1 август 1998 година в Куманово.
През юли 2013 заедно с досието на Божин Павловски се публикуват документи, които потвърждават, че Драган Богдановски е бил дългогодишен агент на югославските тайни служби, изпращайки в Белград поне 1000 страници с доноси. Бившият премиер Любчо Георгиевски и медии също правят подобни твърдения и искат официална проверка, но Комисията за лустрация не разглежда случая под предлог, че Богдановски не е заемал официални длъжности в Югославия или Република Македония.
Негова восъчна фигура е поставена в Музея на македонската борба в Скопие.